# Oradea Shopping City
Oradea Shopping City este un fost centru comercial din Oradea. Are o suprafață construită de 46.729 metri pătrați, din care arie închiriabilă de 29.772 metri pătrați și beneficiază de 1.000 de locuri de parcare. A fost realizat printr-o investiție de peste 60 milioane de euro și închis în iunie 2017. Centrul a fost cumparat în 2018 de către propietarul Lotus Center care a anunțat o redeschidere în 2019.

## Istoric
Investiția în Tiago Mall făcea parte dintr-un plan de investiții de circa 700 milioane de euro care viza construcția a zece centre comerciale în România, al companiilor irlandeze Mivan Development și Moritz Group, care dețin firma MLS Proiect Oradea. Mivan a finalizat doar un centru comercial în București, Liberty Center, și mai deținea terenuri în Arad, Bacău, Ploiești, Târgu-Mureș, Brașov, Sibiu și Galați.
Tiago Mall a fost declarat falimentar în mai 2010, iar la data de 21 iunie 2010 a fost vândut pentru suma de 30,5 milioane de euro plus TVA, cumpărătorul fiind societatea Shopping Center Holding, controlată indirect de milionarul Gabriel Popoviciu. Pe lângă această sumă s-au mai investit circa 20 milioane euro în finalizarea mall-ului.
Numele centrului comercial a fost schimbat în Oradea Shopping City, fiind inaugurat pe 14 octombrie 2011.